# Reserva Florestal de Recreio da Lagoa das Patas

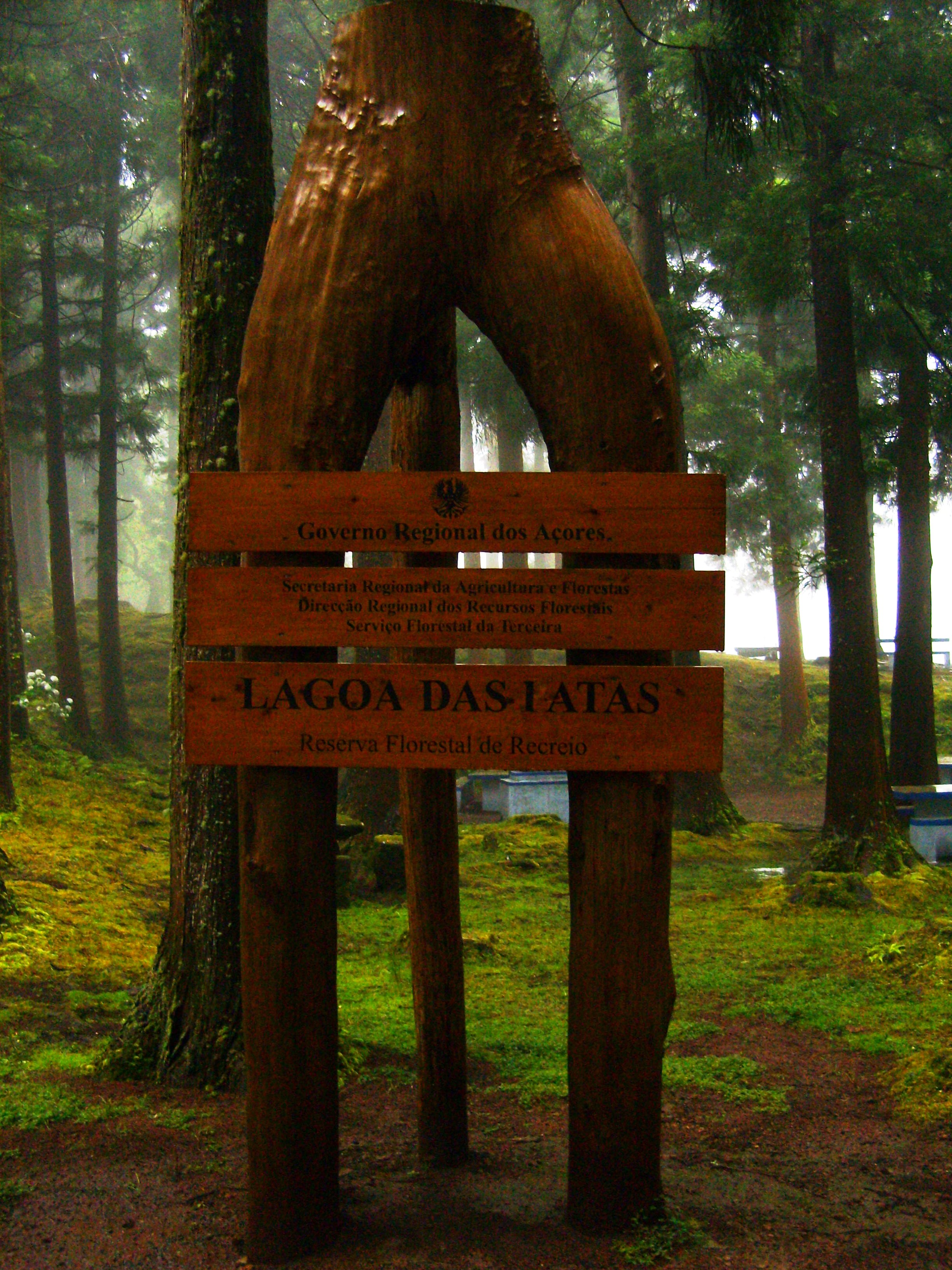
RFR da Lagoa das Patas, Doze Ribeiras.

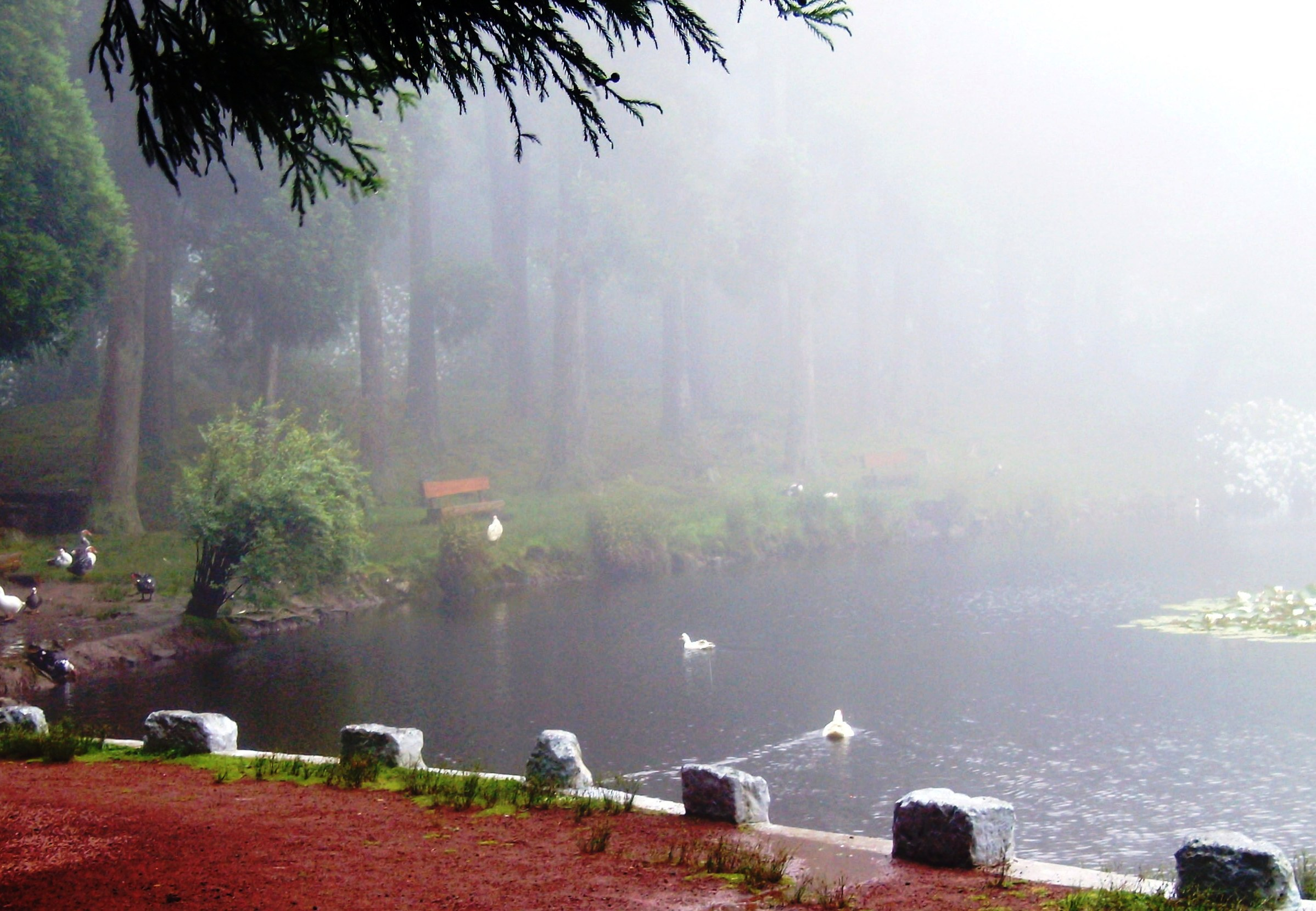
Lagoa das Patas: vista em tarde de chuva, com neblina.

A Reserva Florestal de Recreio da Lagoa das Patas localiza-se junto à estrada das Doze Ribeiras, na freguesia das Doze Ribeiras, no concelho de Angra do Heroísmo, na ilha Terceira, nos Açores.
Envolve a lagoa das Patas, espelho de água de pequenas dimensões, alimentado pela escorrência proveniente da serra de Santa Bárbara.

## História
A reserva foi criada pelo Decreto Legislativo Regional n.º 16/89/A, de 30 de agosto.
A lagoa que lhe dá o nome foi criada pela então Administração Florestal da Terceira que, utilizando barro tirado por juntas de bois, impermeabilizou o solo constituindo-lhe o fundo. Para a sua alimentação, dada a proximidade da Ribeira Brava, foi construído, a montante, um pequeno açude, de onde, com o recurso a uma comporta, a água é conduzida por um canal até à lagoa, a qual, depois de cheia, transborda por outras condutas que levam o excedente da água de volta à ribeira.
Em torno da lagoa foram plantadas azáleas, hortênsias e outros arbustos e árvores que lhe constituem o envolvimento.
Aproveitando um pequeno bosque de criptomérias, foram erguidas as infraestruturas que permitem aos utentes utilizar o espaço existente com um mínimo de conforto. Para esse fim o espaço conta com grelhadores, casas de banho, e alguns equipamentos para recreio infantil.